# Kayı, Oğuzlar
Kayı là một xã thuộc huyện Oğuzlar, tỉnh Çorum, Thổ Nhĩ Kỳ. Dân số thời điểm năm 2010 là 647 người.